# El Centro
El Centro je město ve Spojených státech amerických. Nachází se v okrese Imperial County, jehož zároveň správním městem, ve státě Kalifornie. Ve městě žije přibližně 44 tisíc obyvatel a jeho rozloha činí 28,7 km². Bylo založeno roku 1906, přičemž je nejlidnatějším městem v údolí zvaném Imperial Valley ležícím ve východní části regionu Jižní Kalifornie. El Centro je nejlidnatějším městem v USA, jehož nadmořská výška (12 metrů pod hladinou moře) je zcela pod mořskou hladinou. 182 kilometrů od města se nachází San Diego a pouhých 32 kilometrů odtud leží město Mexicali v Mexiku.

## Rodáci
- Cher (* 1946) – americká zpěvačka a herečka
- Mark Polish (* 1970) – americký scenárista, producent a herec
- Michael Polish (* 1970) – americký režisér, scenárista, producent a herec

## Partnerská města
- Mexicali, Mexiko